# Port lotniczy El Real
Port lotniczy El Real – jeden z panamskich portów lotniczych, zlokalizowany w mieście El Real.